# Summer Bummer
Summer Bummer è un singolo della cantante statunitense Lana Del Rey, in collaborazione con ASAP Rocky e Playboi Carti, il terzo estratto dal quinto album in studio Lust for Life e pubblicato il 28 luglio 2017.

## Antefatti
Il 2 giugno 2017, Del Rey postò sul suo profilo Instagram uno snippet della canzone dicendo di aver fatto bene ad includerla nel nuovo album. Successivamente, il 29 giugno e l'8 luglio vennero pubblicati altri due snippet della canzone sul suo profilo Instagram. Il giorno dopo, ossia il 9 luglio, venne annunciato attraverso una live che avrebbe pubblicato fra tre giorni Summer Bummer e Groupie Love.

## Tracce
Download digitale
1. Summer Summer (feat. ASAP Rocky, Playboi Carti) – 4:21 (Elizabeth Grant, Rakim Myers, Tyler Williams, Matthew Jehu Samuele, Jordan Terrel Carter, Jahaan Sweet, Andrew Joseph Grandwohl Jr.)

Download digitale - Snakeship Remix
1. Summer Summer (Snakeship Remix) – 4:08

Download digitale - Clams Casino Remix
1. Summer Summer (Clams Casino Remix) – 4:30

## Formazione
- Lana Del Rey - voce, composizione
- ASAP Rocky - voce aggiuntiva
- Playboi Carti - voce aggiuntiva
- Boi-1da - composizione, produzione, batteria, basso
- T-Minus - composizione, violoncello, basso sintetizzato
- Jahaan Sweet - composizione, pianoforte, produzione
- Big White Beats - composizione, sintetizzazione
- Rick Nowels - produzione aggiuntiva
- Zac Rac - clavicembalo
- Kieron Menzies - ingegnere del suono, missaggio
- Trevor Yasuda - ingegnere del suono
- Hector Delgado - ingegnere del suono
- Adam Ayan - mastering